# کووالوو پودبورنه
کووالوو پودبورنه (به لهستانی:  Kowalewo Podborne) یک روستا در لهستان است که در گمینا گوزدووو واقع شده‌است.
 کووالوو پودبورنه  ۱۰۰ نفر جمعیت دارد.